# Унция
У̀нция (на латински: uncia, означение oz) е название на няколко извънсистемни единици за измерване на маса, а също на две мерки за обем на течности, на една единица за измерване на сила и няколко парични единици, образувани като дванадесета част от друга единица. Терминът води началото си още от Древен Рим, където с унция са означавали дванадесета част от либрата. Унцията е една от основните единици за тегло в средновековна Европа. В днешно време се използва при търговията със скъпоценни метали – тройунция, а също в страните, където теглото се измерва във фунтове (например в САЩ).

## Древен Рим
При древните римляни унцията е 1/12 част от единицата за тегло, наричана либра (на латински: libra) или ас и тежаща 327,45 g, съответно унцията е 28,34 g. На свой ред тя се е деляла на 2 семунции, 4 сициликуса, 6 секстула, 24 скрупула и 144 силикви. Унцията се означавала с точка (·) или (на монетите) с малко изпъкнало полукълбо. Тази система с дуодецимално (дванадесетично) деление на единиците римляните използват за различни цели. Така например с унция и с нейните кратни означения са определяли:
- размерът на наследството
- мерки за дължина (унция = 1/12 от римския фут = 0,0246 m = 9685 линии)
- мерки за площ (унция = 1/12 югера = 2400 римски квадратни фута = 72 квадратни дюйма = 209,91 m²)
- мерки за обем (унция = киат = 1/12 секстарий = 0,0372 чаши)
- монети (унция = 1/12 ас) – при това в обращение по-често се намирали аси, съдържащи вместо 12, средно 10 унции (от 11 до 9) – 272,88 g. В качеството на парични знаци унциите са сечени от мед с примес от 7% калай и 23,6% олово; на едната страна се изобразявала главата на Минерва (или богинята на Рим), на другата – гербът на града.

## Използване на унцията преди въвеждането на метричната система
Почти всички европейски народи заимстват унцията от римляните и до въвеждането на метричната система за измервания тя е най-разпространената в света единица за тегло.
| Вариант                           | грама (g)    |
| --------------------------------- | ------------ |
| Международна avoirdupois унция    | 28,349523125 |
| Международна тройунция            | 31,1034768   |
| Аптекарска унция                  | 31,1034768   |
| Унция на Мария Тереза             | 28,0668      |
| Испанска унция (onza)             | 28,75        |
| Френска унция (once)              | 30,59        |
| Португалска унция (onça)          | 28,69        |
| Италианска унция (oncia)          | 27,4         |
| Нидерландска метрична унция (ons) | 100          |
| Китайска метрична унция (盎司)    | 50           |
| Английска Tower унция             | 29,16        |

## Унцията и метричната система
- Унция авердюпуа (абревиатура oz или oz at): в САЩ и някои други страни основна единица за тегло е фунтът авердюпуа (453,59237 g). Той се състои от 16 унции. Теглото на една унция авердюпуа е равно на 28,35 g (по-точно 28,349 523 125 g)[2].
- Течна унция (абревиатура fl oz) е мярка за обем на течност. Съществуват английска и американска течни унции. Американската възлиза на 1/16 пинта или 29,573 531 ml. Съгласно английската имперска система от мерки 1 имперска пинта се състои от 20 унции. Всяка унция има обем 28,413 063 ml[3]. В САЩ изключително за маркиране на хранителни продукти течната унция се приравнява на 30 ml.
- Тройунцията (тройска унция) (абревиатура t oz или ozt) възлиза на 31,1034768 g. Използва се в банковото и бижутерно дело за измерване теглото на скъпоценни метали. Терминът произлиза от тройската тегловна система, която широко се е използвала в Европа непосредствено до въвеждането на метричната система. За разлика от фунта авердюпуа, тройският фунт се състоял от 12 унции. В различните страни теглото на тройската унция се различавало в някаква степен. От 1824 до 1858 г. тройският фунт бил основна тегловна единица във Великобритания. Именно теглото на британската тройска унция се използва при търговията със скъпоценни метали[4].
- Аптекарска унция е остарял термин. В много страни, освен гражданска или търговска системи за тегло, за претегляне на лекарствени вещества аптекарите използвали аптекарска система за тегло. Стандартите за аптекарско тегло варирали в различните страни. Унцията била основна единица за аптекарско тегло и нейната стойност се движела (в различните градове и страни) от 25 до 35 g.
- В Нидерландия при прехода към метричната система за измерване през 1820 г. унцията (на нидерландски: ons) започнала да означава 100 g[5].